# District congressionnel at-large des Îles Mariannes du Nord
Le district congressionnel at-large des îles Mariannes du Nord englobe l'ensemble du Commonwealth américain des îles Mariannes du Nord (CNMI). Le territoire n'a pas de membre votant au Congrès, mais élit un délégué qui peut participer aux débats avec la Chambre des Représentants des États-Unis. Le 4 novembre 2008, le premier délégué a été élu au 111e Congrès des États-Unis qui a débuté le 3 janvier 2009.

## Histoire
De 1978 à 2009, conformément à la Constitution du territoire, les îles Mariannes du Nord ont élu un Représentant résident à Washington, DC qui n'était pas considéré comme un membre officiel du Congrès. Ils ont servi des mandats de deux ans jusqu'en 1990, date à laquelle ces mandats ont été portés à quatre ans.
Conformément au Pub.L 110-229 (texte) (PDF), les îles Mariannes du Nord ont élu pour la première fois un délégué sans droit de vote au Congrès en 2008, en remplacement du Représentant résident. Parmi neuf candidats, le candidat Indépendant Gregorio Sablan a remporté l'élection avec 24 % des voix, et le Représentant résident sortant Républicain Pedro Agulto Tenorio est arrivé en deuxième position avec 21 %. Sablan a été réélu six fois en tant qu'Indépendant, mais a annoncé en 2021 qu'il se présenterait comme démocrate aux élections de 2022.

## Liste des Représentants résident
| Nom                       | Parti                                     | Temps du mandat |
| ------------------------- | ----------------------------------------- | --------------- |
| Edward Pangelinan (en)    | Démocrate des Îles Mariannes du Nord (en) | 1978 – 1984     |
| Edward Pangelinan (en)    | Républicain des Îles Mariannes du Nord    | 1978 – 1984     |
| Froilan Cruz Tenorio (en) | Démocrate des Îles Mariannes du Nord (en) | 1984 - 1990     |
| Juan Nekai Babauta (en)   | Républicain des Îles Mariannes du Nord    | 1990 - 2002     |
| Pedro Agulto Tenorio      | Républicain des Îles Mariannes du Nord    | 2002 - 2009     |

## Liste des Délégués du district
| Délégué                            | Parti                                     | Années                           | Congrès     | Histoire électorale |
| ---------------------------------- | ----------------------------------------- | -------------------------------- | ----------- | --- |
| District établit le 3 janvier 2009 |                                           |                                  |             | |
| Gregorio Sablan                    | Indépendant                               | 3 janvier 2009 - 24 octobre 2021 | 111e - 118e | Élu en 2008. Réélu en 2010. Réélu en 2012. Réélu en 2014. Réélu en 2016. Réélu en 2018. Réélu en 2020. Réélu en 2022. Retrait à la fin du mandat. |
| Gregorio Sablan                    | Démocrate des Îles Mariannes du Nord (en) | 25 octobre 2021 - Présent        | 111e - 118e | Élu en 2008. Réélu en 2010. Réélu en 2012. Réélu en 2014. Réélu en 2016. Réélu en 2018. Réélu en 2020. Réélu en 2022. Retrait à la fin du mandat. |

## Résultats des récentes élections
Voici les résultats des dix précédents cycles électoraux dans le district.

### 2008
| Élection de 2006 du district congressionnel at-large des Îles Mariannes du Nord | Élection de 2006 du district congressionnel at-large des Îles Mariannes du Nord | Élection de 2006 du district congressionnel at-large des Îles Mariannes du Nord | Élection de 2006 du district congressionnel at-large des Îles Mariannes du Nord | Élection de 2006 du district congressionnel at-large des Îles Mariannes du Nord |
| ------------------------------------------------------------------------------- | ------------------------------------------------------------------------------- | ------------------------------------------------------------------------------- | ------------------------------------------------------------------------------- | ------------------------------------------------------------------------------- |
| Parti                                                                           | Parti                                                                           | Candidat                                                                        | Votes                                                                           | %                                                                               |
|                                                                                 | Indépendant                                                                     | Gregorio Sablan                                                                 | 2474                                                                            | 24,35                                                                           |
|                                                                                 | Républicain                                                                     | Pedro Agulto Tenorio                                                            | 2117                                                                            | 20,83                                                                           |
|                                                                                 | Indépendant                                                                     | John Oliver Delos Santos Gonzales                                               | 1855                                                                            | 18,26                                                                           |
|                                                                                 | Indépendant                                                                     | Juan Tudela Lizama                                                              | 1819                                                                            | 17,90                                                                           |
|                                                                                 | Indépendant                                                                     | Luis Palacios Crisostimo                                                        | 946                                                                             | 9,31                                                                            |
|                                                                                 | Démocrate                                                                       | David Mendiola Cing                                                             | 307                                                                             | 3,02                                                                            |
|                                                                                 | Indépendant                                                                     | Felipe Quitugua Atalig                                                          | 249                                                                             | 2,45                                                                            |
|                                                                                 | Indépendant                                                                     | Chong Man Won                                                                   | 230                                                                             | 2,26                                                                            |
|                                                                                 | Indépendant                                                                     | John Henry Jr. Davis                                                            | 164                                                                             | 1,61                                                                            |
| Total des votes                                                                 | Total des votes                                                                 | Total des votes                                                                 | 207 621                                                                         | 100 %                                                                           |
|                                                                                 | Les Indépendants remportent (nouveau siège)                                     |                                                                                 |                                                                                 |                                                                                 |

### 2010
| Élection de 2010 du district congressionnel at-large des Îles Mariannes du Nord | Élection de 2010 du district congressionnel at-large des Îles Mariannes du Nord | Élection de 2010 du district congressionnel at-large des Îles Mariannes du Nord | Élection de 2010 du district congressionnel at-large des Îles Mariannes du Nord | Élection de 2010 du district congressionnel at-large des Îles Mariannes du Nord |
| ------------------------------------------------------------------------------- | ------------------------------------------------------------------------------- | ------------------------------------------------------------------------------- | ------------------------------------------------------------------------------- | ------------------------------------------------------------------------------- |
| Parti                                                                           | Parti                                                                           | Candidat                                                                        | Votes                                                                           | %                                                                               |
|                                                                                 | Indépendant                                                                     | Gregorio Sablan (sortant)                                                       | 4896                                                                            | 43,23                                                                           |
|                                                                                 | Covenant (en)                                                                   | Joseph James Norita Camacho                                                     | 2744                                                                            | 24,23                                                                           |
|                                                                                 | Républicain                                                                     | Juan Nekai Babauta                                                              | 1978                                                                            | 17,47                                                                           |
|                                                                                 | Démocrate                                                                       | Jesus "Jesse" Camacho Borja                                                     | 1707                                                                            | 15,07                                                                           |
| Total des votes                                                                 | Total des votes                                                                 | Total des votes                                                                 | 11 325                                                                          | 100 %                                                                           |
|                                                                                 | Les Indépendants conservent                                                     |                                                                                 |                                                                                 |                                                                                 |

### 2012
| Élection de 2012 du district congressionnel at-large des Îles Mariannes du Nord | Élection de 2012 du district congressionnel at-large des Îles Mariannes du Nord | Élection de 2012 du district congressionnel at-large des Îles Mariannes du Nord | Élection de 2012 du district congressionnel at-large des Îles Mariannes du Nord | Élection de 2012 du district congressionnel at-large des Îles Mariannes du Nord |
| ------------------------------------------------------------------------------- | ------------------------------------------------------------------------------- | ------------------------------------------------------------------------------- | ------------------------------------------------------------------------------- | ------------------------------------------------------------------------------- |
| Parti                                                                           | Parti                                                                           | Candidat                                                                        | Votes                                                                           | %                                                                               |
|                                                                                 | Indépendant                                                                     | Gregorio Sablan (sortant)                                                       | 9829                                                                            | 79,70                                                                           |
|                                                                                 | Républicain                                                                     | Ignacia Tudela Demapan                                                          | 2503                                                                            | 20,30                                                                           |
| Total des votes                                                                 | Total des votes                                                                 | Total des votes                                                                 | 12 332                                                                          | 100 %                                                                           |
|                                                                                 | Les Indépendants conservent                                                     |                                                                                 |                                                                                 |                                                                                 |

### 2014
| Élection de 2014 du district congressionnel at-large des Îles Mariannes du Nord | Élection de 2014 du district congressionnel at-large des Îles Mariannes du Nord | Élection de 2014 du district congressionnel at-large des Îles Mariannes du Nord | Élection de 2014 du district congressionnel at-large des Îles Mariannes du Nord | Élection de 2014 du district congressionnel at-large des Îles Mariannes du Nord |
| ------------------------------------------------------------------------------- | ------------------------------------------------------------------------------- | ------------------------------------------------------------------------------- | ------------------------------------------------------------------------------- | ------------------------------------------------------------------------------- |
| Parti                                                                           | Parti                                                                           | Candidat                                                                        | Votes                                                                           | %                                                                               |
|                                                                                 | Indépendant                                                                     | Gregorio Sablan (sortant)                                                       | 8549                                                                            | 65,28                                                                           |
|                                                                                 | Démocrate                                                                       | Andrew Sablan Salas                                                             | 4547                                                                            | 34,72                                                                           |
| Total des votes                                                                 | Total des votes                                                                 | Total des votes                                                                 | 13 096                                                                          | 100 %                                                                           |
|                                                                                 | Les Indépendants conservent                                                     |                                                                                 |                                                                                 |                                                                                 |

### 2016
| Élection de 2016 du district congressionnel at-large des Îles Mariannes du Nord | Élection de 2016 du district congressionnel at-large des Îles Mariannes du Nord | Élection de 2016 du district congressionnel at-large des Îles Mariannes du Nord | Élection de 2016 du district congressionnel at-large des Îles Mariannes du Nord | Élection de 2016 du district congressionnel at-large des Îles Mariannes du Nord |
| ------------------------------------------------------------------------------- | ------------------------------------------------------------------------------- | ------------------------------------------------------------------------------- | ------------------------------------------------------------------------------- | ------------------------------------------------------------------------------- |
| Parti                                                                           | Parti                                                                           | Candidat                                                                        | Votes                                                                           | %                                                                               |
|                                                                                 | Indépendant                                                                     | Gregorio Sablan (sortant)                                                       | 10 605                                                                          | 100                                                                             |
|                                                                                 | Les Indépendants conservent                                                     |                                                                                 |                                                                                 |                                                                                 |

### 2018
| Élection de 2018 du district congressionnel at-large des Îles Mariannes du Nord | Élection de 2018 du district congressionnel at-large des Îles Mariannes du Nord | Élection de 2018 du district congressionnel at-large des Îles Mariannes du Nord | Élection de 2018 du district congressionnel at-large des Îles Mariannes du Nord | Élection de 2018 du district congressionnel at-large des Îles Mariannes du Nord |
| ------------------------------------------------------------------------------- | ------------------------------------------------------------------------------- | ------------------------------------------------------------------------------- | ------------------------------------------------------------------------------- | ------------------------------------------------------------------------------- |
| Parti                                                                           | Parti                                                                           | Candidat                                                                        | Votes                                                                           | %                                                                               |
|                                                                                 | Indépendant                                                                     | Gregorio Sablan (sortant)                                                       | 9150                                                                            | 63,77                                                                           |
|                                                                                 | Républicain                                                                     | Angel Aldan Demapan                                                             | 5199                                                                            | 36,23                                                                           |
| Total des votes                                                                 | Total des votes                                                                 | Total des votes                                                                 | 14 349                                                                          | 100 %                                                                           |
|                                                                                 | Les Indépendants conservent                                                     |                                                                                 |                                                                                 |                                                                                 |

### 2020
| Élection de 2020 du district congressionnel at-large des Îles Mariannes du Nord | Élection de 2020 du district congressionnel at-large des Îles Mariannes du Nord | Élection de 2020 du district congressionnel at-large des Îles Mariannes du Nord | Élection de 2020 du district congressionnel at-large des Îles Mariannes du Nord | Élection de 2020 du district congressionnel at-large des Îles Mariannes du Nord |
| ------------------------------------------------------------------------------- | ------------------------------------------------------------------------------- | ------------------------------------------------------------------------------- | ------------------------------------------------------------------------------- | ------------------------------------------------------------------------------- |
| Parti                                                                           | Parti                                                                           | Candidat                                                                        | Votes                                                                           | %                                                                               |
|                                                                                 | Indépendant                                                                     | Gregorio Sablan (sortant)                                                       | 11 449                                                                          | 100                                                                             |
|                                                                                 | Les Indépendants conservent                                                     |                                                                                 |                                                                                 |                                                                                 |

### 2022
| Élection de 2022 du district congressionnel at-large des Îles Mariannes du Nord | Élection de 2022 du district congressionnel at-large des Îles Mariannes du Nord | Élection de 2022 du district congressionnel at-large des Îles Mariannes du Nord | Élection de 2022 du district congressionnel at-large des Îles Mariannes du Nord | Élection de 2022 du district congressionnel at-large des Îles Mariannes du Nord |
| ------------------------------------------------------------------------------- | ------------------------------------------------------------------------------- | ------------------------------------------------------------------------------- | ------------------------------------------------------------------------------- | ------------------------------------------------------------------------------- |
| Parti                                                                           | Parti                                                                           | Candidat                                                                        | Votes                                                                           | %                                                                               |
|                                                                                 | Démocrate                                                                       | Gregorio Sablan (sortant)                                                       | 12 315                                                                          | 100%                                                                            |
| Total des votes                                                                 | Total des votes                                                                 | Total des votes                                                                 | 12 315                                                                          | 100 %                                                                           |
|                                                                                 | Les Démocrates conservent                                                       |                                                                                 |                                                                                 |                                                                                 |

### 2024
| Élection de 2024 du district congressionnel at-large des Îles Mariannes du Nord | Élection de 2024 du district congressionnel at-large des Îles Mariannes du Nord | Élection de 2024 du district congressionnel at-large des Îles Mariannes du Nord | Élection de 2024 du district congressionnel at-large des Îles Mariannes du Nord | Élection de 2024 du district congressionnel at-large des Îles Mariannes du Nord |
| ------------------------------------------------------------------------------- | ------------------------------------------------------------------------------- | ------------------------------------------------------------------------------- | ------------------------------------------------------------------------------- | ------------------------------------------------------------------------------- |
| Parti                                                                           | Parti                                                                           | Candidat                                                                        | Votes                                                                           | %                                                                               |
|                                                                                 | Républicain                                                                     | Kimberlyn King-Hinds                                                            | TBD                                                                             | TBD                                                                             |
|                                                                                 | Démocrate                                                                       | Edwin Propst                                                                    | TBD                                                                             | TBD                                                                             |
|                                                                                 | Indépendant                                                                     | John Oliver Delos Reyes Gonzales                                                | TBD                                                                             | TBD                                                                             |
|                                                                                 | Indépendant                                                                     | James Rayphand                                                                  | TBD                                                                             | TBD                                                                             |
|                                                                                 | Indépendant                                                                     | Liana Hofschneider                                                              | TBD                                                                             | TBD                                                                             |
| Total des votes                                                                 | Total des votes                                                                 | Total des votes                                                                 | TBD                                                                             | 100 %                                                                           |
|                                                                                 |                                                                                 |                                                                                 |                                                                                 |                                                                                 |